# ハンス・ヘルムート・キルスト
ハンス・ヘルムート・キルスト（Hans Hellmut Kirst、1914年12月5日 - 1989年2月23日）は、ドイツの小説家。代表作に第二次大戦時のドイツ軍の実相を描いた『08/15』三部作がある。

## 経歴

### 第二次大戦終結まで
警察官の息子として東プロイセンのオステローデ（現ポーランド・オストルダ）に生まれた。少年時代は父親の転勤に従って東プロイセンのさまざまな地方で少年時代を過ごす。カイザー・ヴィルヘルム・ギムナジウムを経て、1931年高等商業学校入学。1932年ミューレン騎士領の出納部門で働く。熱烈な愛国者であった父親の勧めもあり、1933年4月1日、ライヒスヴェーア（ヴァイマル共和国軍。1935年からヴェーアマハト＝ドイツ国防軍となる）の職業軍人を志願し、ケーニヒスベルク（現ロシア・カリーニングラード）駐屯のプロイセン第1高射砲連隊に所属する。その後彼は伍長から軍曹と進級し、1937年には曹長となる。
第二次大戦開戦とともにポーランド侵攻、フランス戦役さらに対ソ戦に参加。1943年少尉に任官し、オーバーバイエルンのアルテンシュタット／ショーンガウの第4高射学校で監督将校兼戦史教官として勤務する。この間副官としての勤務上数週間兼任の国家社会主義指導将校（NSFO）であったことがある。1944年には中尉に昇進。戦争終結直前には本部中隊の中隊長職に就いていた。

### 敗戦直後
キルストと同時期に高射学校に在籍していたのが、後年のバイエルン州首相フランツ・ヨーゼフ・シュトラウスである。シュトラウスは同校のNSFO任務でキルストの前任者であったと言われている。彼自身は国家社会主義自動車軍団（NSKK）に所属していた過去があるが、終戦直後アメリカ占領軍から政治的な罪科なしと判定されて、ショーンガウ郡の郡長代理に任命されていた。その彼がキルストを国家社会主義者としてアメリカ占領軍に告発した。キルストとシュトラウスの長年にわたる個人的・政治的な確執の始まりである。キルストはこの告発によって、9か月間ガルミッシュの米軍収容所に収監される。この時に彼の最初の創作ノートがつくられた。キルストは米軍の捕虜状態からは「罪科なし」で解放されたが、彼はそれをドイツの非ナチ化審査委員会に証明しなければならなかった。シュトラウスはまたしてもこの委員会の議長として、作家を自称していたキルストに2年間の執筆禁止処分を科した。

### 作家活動
1947年、キルストはミュンヘンに転居し、最初は庭師、道路工事作業員、劇団の文芸部員、地方自治体の書記などの臨時雇いの仕事に就いた。1972年まで続いた「ミュンヒナー・ミットターク」紙（現在「ミュンヒナー・メルクーア」）での映画批評もこの時に始まったものである。
1950年には最初の小説“Wir nannten ihn Galgenstrick ”（「奴は絞首台の縄だった」）を発表している。1954年、『08/15』三部作の第1作を発表。第二次大戦中アッシュという兵士が上等兵から軍曹・少尉と累進していく間の体験を描いて世界的な成功を収めた。この作品はまたヨアヒム・フックスベルガーの主演で映画化されて大ヒットした。
1950年代、彼は精力的にドイツ再軍備反対運動に加わったが、それはとりわけ新国防大臣シュトラウスからの激しい反発を引き起こした。1960年と1962年、彼は“Fabrik der Offiziere ”および『将軍たちの夜』という、共に映画化され、世界的な評判をとった2つの小説を発表することができた。彼はその印税を、とりわけイスラエルの社会福祉団体、ポーランドの戦災孤児、ノルウェーの学生などに対する慈善の目的で遣った。
1961年、キルストは女優のルート・ミュラーと結婚し、彼女と娘ベアトリスとともにミュンヘン南のシュタンベルガー湖畔沿いのフェルダフィングで暮らした。1967年、バイエルンの風刺作家ルートヴィヒ・トーマの生誕100年記念に際して、社会への奉仕に対して与えられるルートヴィヒ・トーマ・メダルの基金を拠出した。1969年から彼は映画批評家としてもマインツのZDF（第2ドイツテレビ）で、映画ファンへのための番組に出演していた。1972年から1975年まで「ミュンヒェン・アーベントツァイツング」のコラムニストであった。
1987年、重い病気の兆候が現れ、バイエルンからニーダーザクセン州、オストフリースラントのヴェルドゥムに転居した。その地で1989年2月23日に死去した。
生涯で約60編の小説を執筆し、ドイツの戦後作家の中で最も成功したベストセラー作家の一人となった。推理小説も執筆したが、同時にナチズムという過去の克服にも正面から取り組んだ。彼の作品はドイツの批評家からは常に大衆文学に分類されていたが、一方外国では最高位の文学賞を受賞している。

## 08/15
キルストの出世作であり代表作である、ナチス時代のドイツ国防軍陸軍の兵営内の訓練や日常（日本では内務班と呼ばれた）を描いた『08/15』三部作は1955年、三笠書房より『08/15兵営の巻』『08/15戦線の巻』『08/15終戦の巻』として櫻井正寅・櫻井和市・藤村宏・城山良彦によって訳出されている。
『08/15』とは、第一次世界大戦で塹壕戦で敵を膠着状態に陥れたドイツ軍の水冷式MG08重機関銃を可搬式に改良した 「MG 08/15」の愛称である。ドイツ語では『ヌル・アハト / フュンフツェーン』と読み、現在も下記の意味の言い回しに用いられている。
1. ありきたりな、特別でない（多くの兵士たちが毎日この機関銃を扱い長く単調な訓練を強いられた。うんざりした兵士たちの間からいつの間にか月並みなもの、凡庸なものに対して出てきた言い回しと考えられている）
2. 規格品、標準品（ドイツ軍の兵器の部品は当時規格化がされていなかったが、MG08/15に至って初めてその工具の一つが規格化されDIN＝ドイツ工業規格１号となった）
3. 時代遅れ（第二次世界大戦では新式の機関銃が開発されており、MG 08/15は時代おくれであった）

キルストがどの意味でこの機関銃の愛称を小説の題名に採用したかは定かではない。この『08/15』三部作は、パウル・マイ（Paul May）監督、エルンスト・フォン・ザロモン（Ernst von Salomon）脚色、ヨアヒム・フックスベルガー（Joachim Fuchsberger）主演で映画化された。狂気に憑かれた将軍を描いた『将軍たちの夜』（Die Nacht der Generale ）も、主人公であるタンツ将軍をピーター・オトゥールが扮し映画化されている。

## 日本語訳作品
- 『零八/一五』（全3巻） 櫻井正寅・櫻井和市・藤村宏・城山良彦訳、三笠書房 1955年
- 『長いナイフの夜』 金森誠也訳、集英社 1979年 / 集英社文庫 1985年 ISBN 978-4087601077 - 長いナイフの夜事件が題材
- 『軍の反乱』 松谷健二訳、角川文庫 1987年 ISBN 978-4042597018 - ヒトラー暗殺計画が題材
- 『将軍たちの夜』 桜井正寅訳、早川書房 1965年 - 1965年にエドガー賞 長編賞ノミネート
  - 安岡万里・美村七海訳 角川文庫 2010年 ISBN 978-4042982098